# Île de Marajó
« Marajó » redirige ici. Pour les autres significations, voir Marajo.
L'île de Marajó, en portugais Ilha de Marajó, est une île côtière située au Brésil, dans l'État du Pará, entre l'Amazone, le Rio Tocantins et l'océan Atlantique. Elle est considérée comme la plus grande île côtière au Brésil et l'une des plus grandes îles fluviales du monde.

## Géographie

### Topographie
La superficie de l'île de Marajó est estimée de façon variable par les différents auteurs. Elle est de plus ou moins 40 100 km2, une taille légèrement inférieure à celle de la Suisse.
Marajó se particularise par des collines artificielles appelés tesos construites durant son passé précolombien par les Amérindiens locaux. Sa mangrove est particulièrement riche, et de magnifiques plages de sable fin bordent sa côte orientale. La moitié occidentale de l'île est recouverte de forêt quasiment inaccessible.

### Climat
Marajó a deux saisons : la saison pluvieuse va de janvier à juin et de juillet à décembre on parle de saison sèche. Au total les pluies sont abondantes et le climat est humide comme partout en Amazonie. 

### Démographie

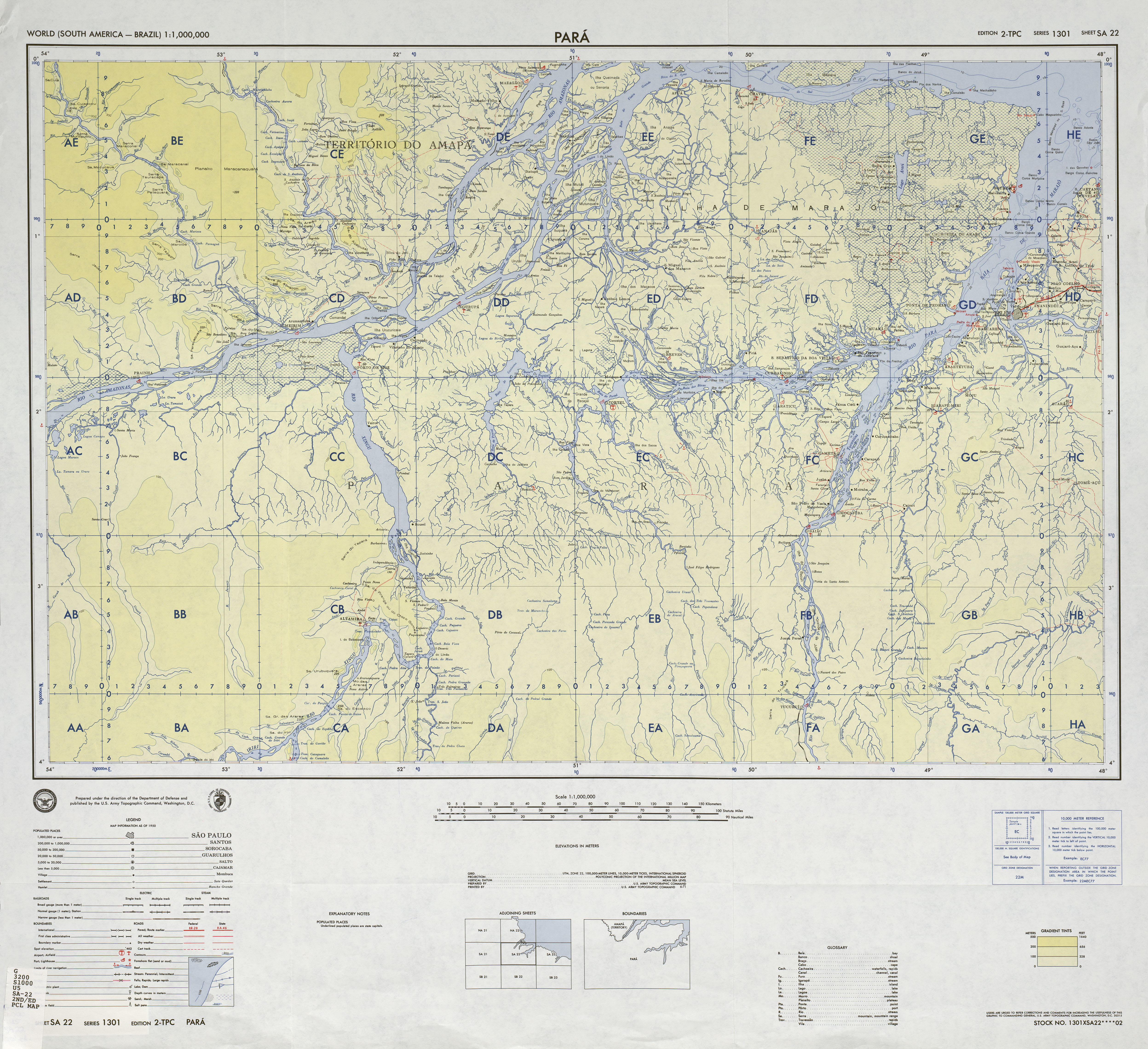
Carte détaillée de l'île de Marajó.

Soure, l'une de ses plus grandes villes, est peuplée de 25 565 habitants en 2020 qui vivent essentiellement de la pêche et de l'agriculture.
La proposition de décret législatif nº 2419 de 2002 prévoit la réalisation d'un plébiscite au sujet de la création du Territoire fédéral de Marajó. Le projet en question a défini qu'au cas où ce référendum accepterait l'autonomie, les municipes suivants de l'État de Pará seraient détachés pour constituer le dit Territoire fédéral de Marajó : Afuá, Anajás, Bagre, Breves, Cachoeira do Arari, Chaves, Curralinho, Gurupá, Melgaço, Muaná, Ponta de Pedras, Portel, Salvaterra, Santa Cruz do Arari, São Sebastião da Boa Vista et Soure.

### Faune

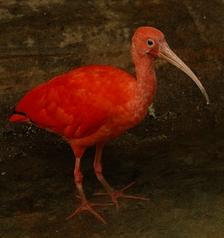
Un ibis rouge de Marajó.

L'île possède une faune riche et variée.
La faune autochtone comprend de nombreux oiseaux. L'avifaune est comme partout en Amérique du Sud, très richement représentée par des éperviers, des perroquets, des flamants, toute sorte d'échassiers. Les ibis rouges sont renommés et constituent le symbole de l'île. Ils se nomment alors guaras.
Parmi les reptiles, citons les grands anacondas et une espèce particulière de bothrops très dangereux, le Bothrops marajoensis ou fer de lance de Marajó.
Les mammifères endémiques sont également bien représentés : nombreux singes, capybaras, loutres géantes, paresseux...
Une race chevaline s'est adaptée à cet environnement : le marajoara, et les garde-chasse et gardes-frontières patrouillent à dos de buffles domestiques également bien adaptés à l'environnement semi-aquatique.

## Histoire
Des peuples précolombiens ont occupé l'île de 1500 à 850 av J.-C. puis l'ont abandonnée pendant plusieurs siècles avant de la repeupler.
Sur l'île s'est développée une culture précolombienne, la culture Marajoara. Avant l'arrivée des Européens, la densité de population y était comprise entre 5 et 10 habitants au kilomètre carré.
Au XVIIe siècle, l'île est disputée entre les Portugais, les Néerlandais et les Anglais à la recherche d'épices. Elle finit par être intégrée à la capitainerie portugaise du Maranhão (pt), prospère grâce à l'agriculture et à l'élevage. Au XIXe siècle, elle devient un refuge pour des proscrits issus des révoltes populaires comme les Cabanagens ou des bandes s'adonnant au brigandage comme les Cangaceiros.

## Représentation au cinéma
Le film de fiction Manas, réalisé par la Brésilienne Marianna Brennand et sorti en salles en France le 26 mars 2025, a pour décor l'île de Marajó,. Ce film aborde la question des abus sexuels et de l’exploitation des enfants et des adolescents sur l’île,.